# Chologaster cornuta
Chologaster cornuta is een straalvinnige vissensoort uit de familie van de blinde baarszalmen (Amblyopsidae). De wetenschappelijke naam van de soort is voor het eerst geldig gepubliceerd in 1853 door Agassiz.